# Río Pirón
El Pirón es un río de la península ibérica, afluente por la izquierda del Cega. Perteneciente a la cuenca hidrográfica del Duero, discurre por las provincias españolas de Segovia y Valladolid. 

## Geografía
Son de interés sus puentes en Santo Domingo y Cobatillas, de uno y dos ojos respectivamente. Entre su fauna se crían barbos, cachos y bermeja.

### Recorrido
Nace en la sierra de Guadarrama al pie del puerto de Malagosto, en la Fuente del Mojón, provincia de Segovia, y desemboca en el Cega en el término municipal vallisoletano de Cogeces de Íscar.
Atraviesa los municipios de Santo Domingo de Pirón y Basardilla donde es embalsado en su tramo serrano en el Embalse de Aprisqueras y cruza la N-110, también bordea el Rancho Alfaro en Santo Domingo, pueblo del que fluye muy próximo cruzando la SG-V-2362.
Llega hasta Adrada de Pirón, Losana y Torreiglesias donde forma un cañón de alto valor natural en su confluencia con el río Viejo, situándose en este entorno la Cueva de la Vaquera, la Ermita de Santiaguito y el despoblado de Cobatillas.
Sale del cañón y atraviesa Peñarrubias, Parral y Villovela, cruzando la CL-603 y dejando ya atrás las últimas estribaciones de la sierra.
Fluye por la planicie atravesando los término de Mozoncillo, Pinarnegrillo, Carbonero el Mayor, San Martín y Mudrián, Navas de Oro, Samboal, Fresneda de Cuéllar y Remondo.
Finalmente alcanza los municipio de Íscar y Cogeces de Íscar, segregados en la provincia de Valladolid desde 1833, desembocando en el río Cega.

### Afluentes
Recibe las aguas en Basardilla de los arroyos de Agustinos, de Peña del Gato, de las Corzas, del Pastizal y del Valle; de los arroyos Pironcillo y del Valle en Adrada; los arroyos de La Certera y la Pilillas en Losana; del río Viejo en Torreiglesias; del arroyo Malucas en Fresneda de Cuéllar y del arroyo Polendos en Mozoncillo.

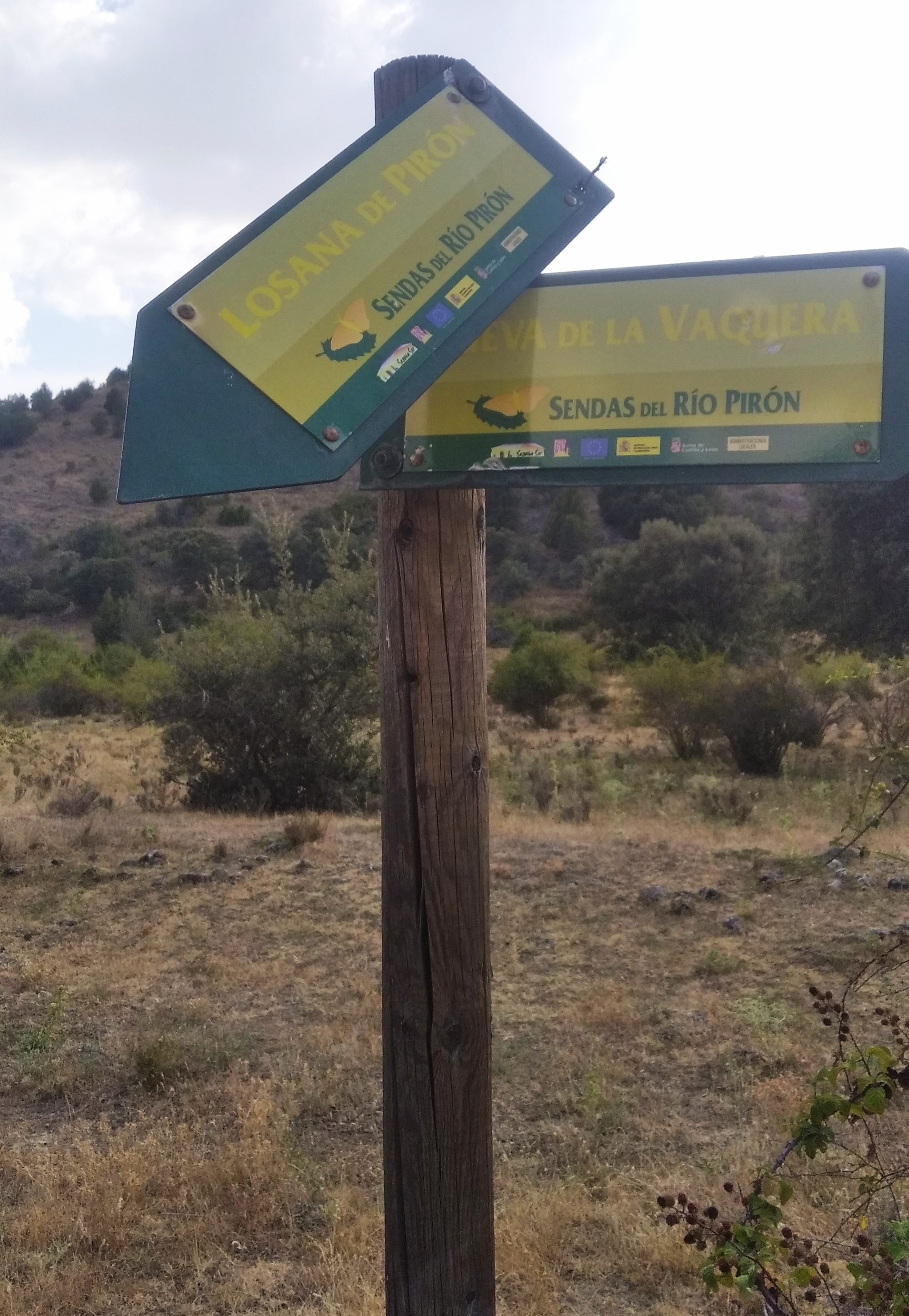
Señalización de una de las rutas del valle del río Pirón, esta une Losana de Pirón con la Cueva de la Vaquera

## Historia
Las primeras citas que se hacen de este río son como Pirone en 1103 y 1123 además de como Pirum en 1116, en documentos del Archivo Catedralicio de Segovia, un nombre posiblemente previo a la Reconquista y que parece provenir de la palabra latina petrum, con el significado de piedra.